# Stathmodera wagneri
Stathmodera wagneri är en skalbaggsart som beskrevs av Karl Adlbauer 2006. Stathmodera wagneri ingår i släktet Stathmodera och familjen långhorningar.
Artens utbredningsområde är Kenya. Inga underarter finns listade i Catalogue of Life.